# وتشانغ
وتشانغ (بالصينية: 五常市) هي مدينة على مستوى مقاطعة، في الصين، تقع في هاربن، وهاربن، وهيلونغجيانغ، بلغ عدد سكانها 881,224 نسمة وذلك حسب إحصائيات سنة 2010، تبلغ مساحتها 7,502 كيلومتر مربع، رمزها البريدي هو 150200.

## التقسيمات الإدارية
- Wuchang, Wuchang [الإنجليزية]‏
- Shanhe, Heilongjiang [الإنجليزية]‏
- Dujia Town  [لغات أخرى]‏
- Xiangyang, Wuchang, Heilongjiang [الإنجليزية]‏.